# Stigmaphyllon bonariense
Stigmaphyllon bonariense là một loài thực vật có hoa trong họ Malpighiaceae. Loài này được (Hook. & Arn.) C.E. Anderson miêu tả khoa học đầu tiên năm 1996.